# 连合鳞毛蕨
连合鳞毛蕨（学名：Dryopteris conjugata）为鳞毛蕨科鳞毛蕨属下的一个种。

## 扩展阅读
- 維基物種上的相關：连合鳞毛蕨